# Bob Lemon
Robert Granville Lemon (* 22. September 1920 in San Bernardino, Kalifornien; † 11. Januar 2000 in Long Beach, Kalifornien) war ein US-amerikanischer Baseballspieler und -manager in der Major League Baseball (MLB).

## Biografie
Bob Lemon versuchte sich vor dem Zweiten Weltkrieg zweimal bei den Cleveland Indians als Third Baseman. Seine guten Ansätze als Feldspieler, vor allem sein starker Wurfarm, konnten aber nicht über seine mittelmäßigen Schlagleistungen hinwegtäuschen. Nach 3 Jahren in der Navy kehrte er im Alter von 26 Jahren zu den Indians zurück und begann eine herausragende Karriere als Pitcher. Bereits 1947 war er hinter Bob Feller der zweitstärkste Werfer der Indians. Feller, Gene Bearden und Lemon waren die Garanten für den World-Series-Erfolg Clevelands 1948 gegen die Boston Braves. Lemon führte die American League in den Statistiken der shutouts, kompletten Spiele und gepitchten Innings an. Am 30. Juni des Jahres warf er einen no-hitter im Spiel gegen die Detroit Tigers.
Gemeinsam mit Feller, Early Wynn, Mike Garcia und Herb Score bildete er die herausragende Pitchertruppe der Indians, die von 1948 bis 1956 für Furore in der American League sorgte. Nur 1951 mit 17 Siegen und 1955 mit 18 Siegen verpasste Lemon die magische Anzahl von 20 Siegen pro Saison, die er insgesamt sieben Mal übertraf. 1948, 1950 und 1954 wurde er von The Sporting News zum herausragenden Pitcher der American League gewählt. Den New York Giants unterlagen die Indians in der World Series 1954 mit 0:4 Spielen. Lemon warf im Eröffnungsspiel, musste aber im 10. Inning einen Homerun von Dusty Rhodes zulassen. Nach zwei Tagen Pause warf er bereits wieder im 4. Spiel, konnte aber der Serie auch keine Wende mehr geben.
Auch im Schlag zeigte er sich in den Majors stark verbessert. Er galt als einer der Pitcher mit den besten Schlagdurchschnitt. Mit 37 Home Runs liegt er heute noch auf dem 2. Platz der ewigen Bestenliste für Pitcher hinter Wes Ferrell.
Für seine Leistungen als Spieler wurde er 1976 in die Baseball Hall of Fame gewählt.
Nach einem kurzen Gastspiel in der Pacific Coast League als Pitcher widmete sich Lemon den Coaching-Aufgaben im Baseball. 1966 wurde er von The Sporting News zum Minor League Manager des Jahres gewählt. Von 1970 bis 1972 waren die Kansas City Royals sein erster Club als Manager in der Major League. Dank eines zweiten Platzes 1971 konnte Lemon auch hier die Ehrung als Manager des Jahres entgegennehmen. Diesen Titel konnte er auch bei den Chicago White Sox erringen, als er mit mittelmäßigen Team, das er während der Saison übernommen hatte, einen überzeugenden Endspurt hinlegte.
Nachdem er 1978 von den White Sox entlassen worden war, übernahm er im gleichen Jahr die New York Yankees, die sich von ihrem Manager Billy Martin getrennt hatten. Die Yankees waren am Ende der Saison punktgleich mit den Boston Red Sox, in einem Entscheidungsspiel siegten die Yankees dank eines Home Runs von Bucky Dent. In den World Series bezwangen die Yankees die Los Angeles Dodgers, Lemons erstem und einzigem World Series-Titel als Manager. In der Hälfte der Saison 1979 wurde er wieder von Billy Martin abgelöst.
Seine Achterbahnfahrt mit den Yankees ging 1981 weiter. Die Saison war aufgrund des Spielerstreiks in zwei Hälften geteilt. Unter Gene Michael gewannen die Yankees die erste Hälfte, konnten aber in der 2. Hälfte nach der Beendigung des Streiks nicht mehr an die vorherigen Leistungen anknüpfen. Lemon übernahm wieder den Managerposten, konnte den Divisionstitel gegen die Milwaukee Brewers sowie die American League Championship Series gegen die Oakland Athletics gewinnen, unterlag aber den Los Angeles Dodgers in der World Series.
Nach schwachem Start 1982 wurde Lemon wieder von Michaels ersetzt und beendete seine Managerlaufbahn.